# Městský hřbitov v Červeném Kostelci
Hřbitov v Červeném Kostelci je pohřebiště v širším centru města. Jedná se v pořadí již třetí pohřebiště na území města Červeného Kostelce v okrese Náchod v Královéhradeckém kraji.

## Historie
V roce 1862 začala z iniciativy tehdejšího červenokosteleckého faráře, Františka Kernera, stavba kaple sv. Cyrila a Metoděje na návrší Chrby nad náměstím. Zároveň byl kolem kaple založen nový hřbitov, který měl nahradit dvě starší, již nevyhovující pohřebiště (jednak poměrně malý starý farní hřbitov, nacházející se kolem farního kostela v bezprostřední blízkosti náměstí, jednak někdejší "zahrádku", tedy bývalý morový hřbitov, rovněž velmi malý a nacházející se blízko kostela a náměstí). K vysvěcení nového pohřebiště došlo v roce 1863. Nový hřbitov měl původně poměrně pravidelný, obdélný půdorys. Pozdějšími rozšířeními hřbitova tato pravidelnost ovšem zanikla. V roce 1875 byla na hlavní hřbitovní cestě, mezi branou a kaplí sv. Cyrila a Metoděje vztyčena zastavení křížové cesty.
Po roce 1920 se pokoušeli kapli na hřbitově pro své bohoslužby získat příslušníci nově vzniklé Československé církve (husitské), kapli dokonce po krachu vyjednávání s katolickou duchovní správou na nějaký čas zabrali násilím. Dne 21. května 1921 došlo přímo na hřbitově k násilnému střetu mezi katolíky a příslušníky nové církve. Československá náboženská obec musela nakonec kapli katolíkům vrátit na základě úředního rozhodnutí a vystavěla si ze státního příspěvku vlastní sborovou budovu s modlitebnou ve městě.

## Stavební podoba

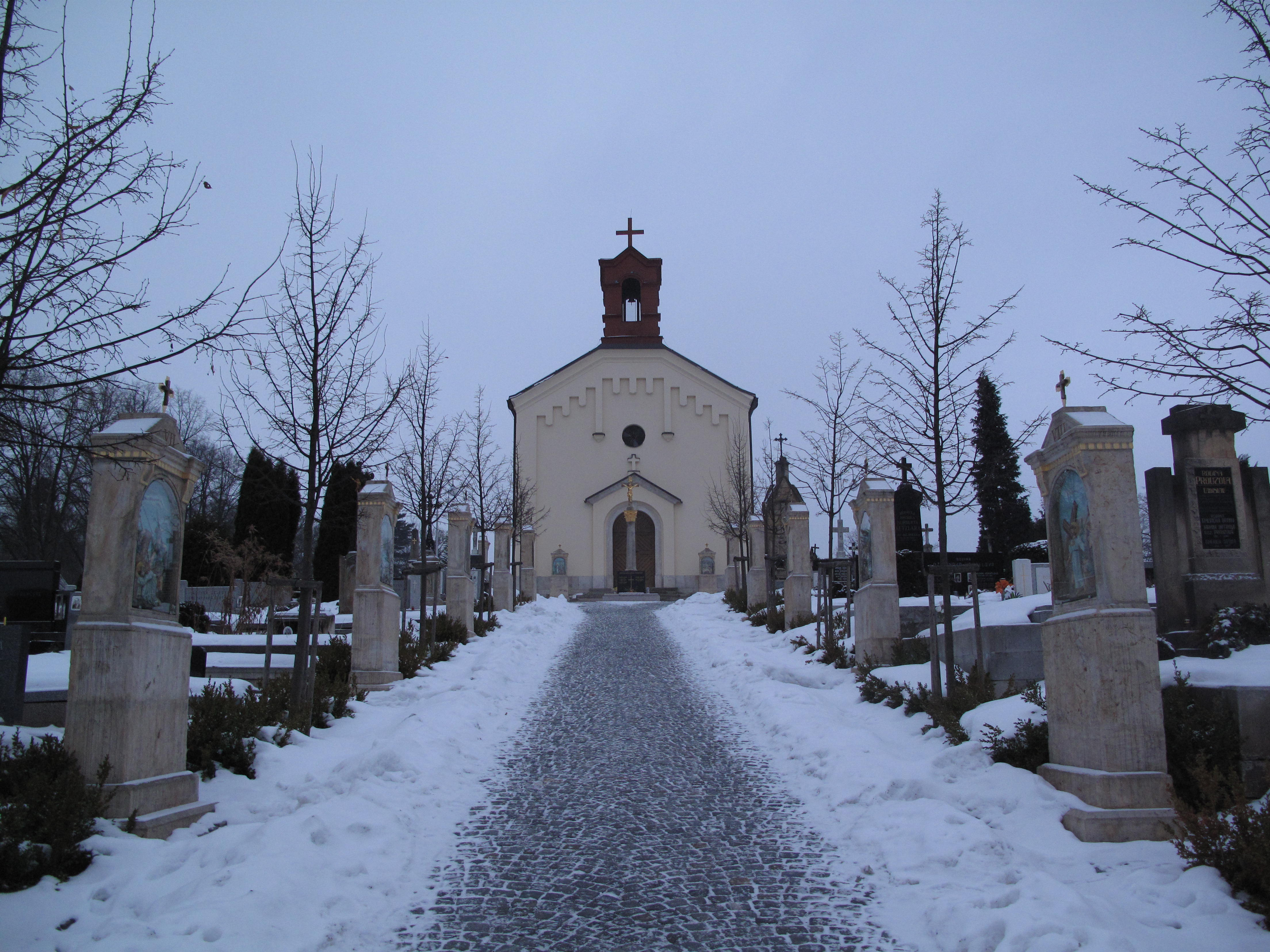
Centrální část hřbitova s křížovou cestou a kaplí.

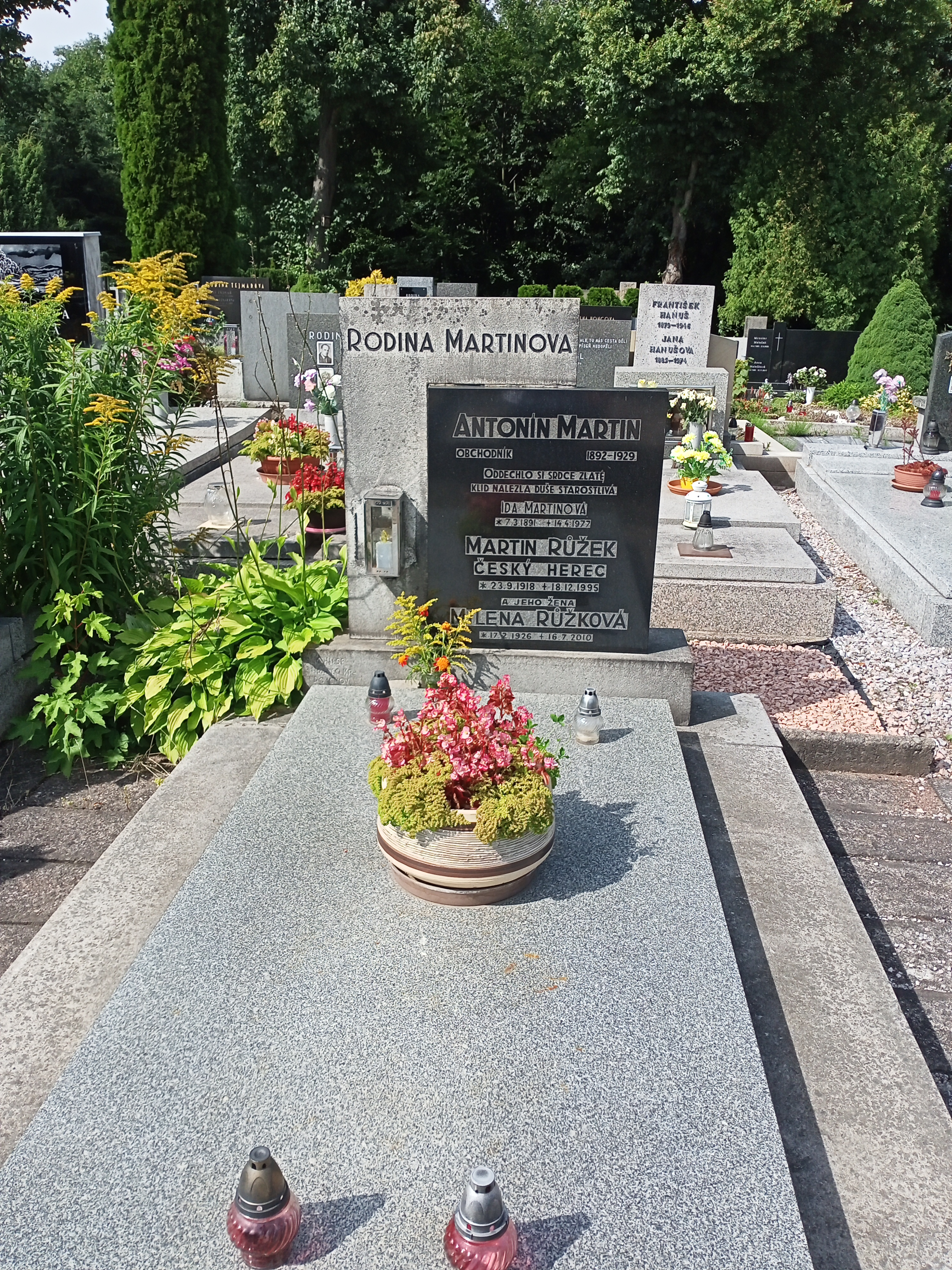
Hrob Martina Růžka a jeho příbuzných.

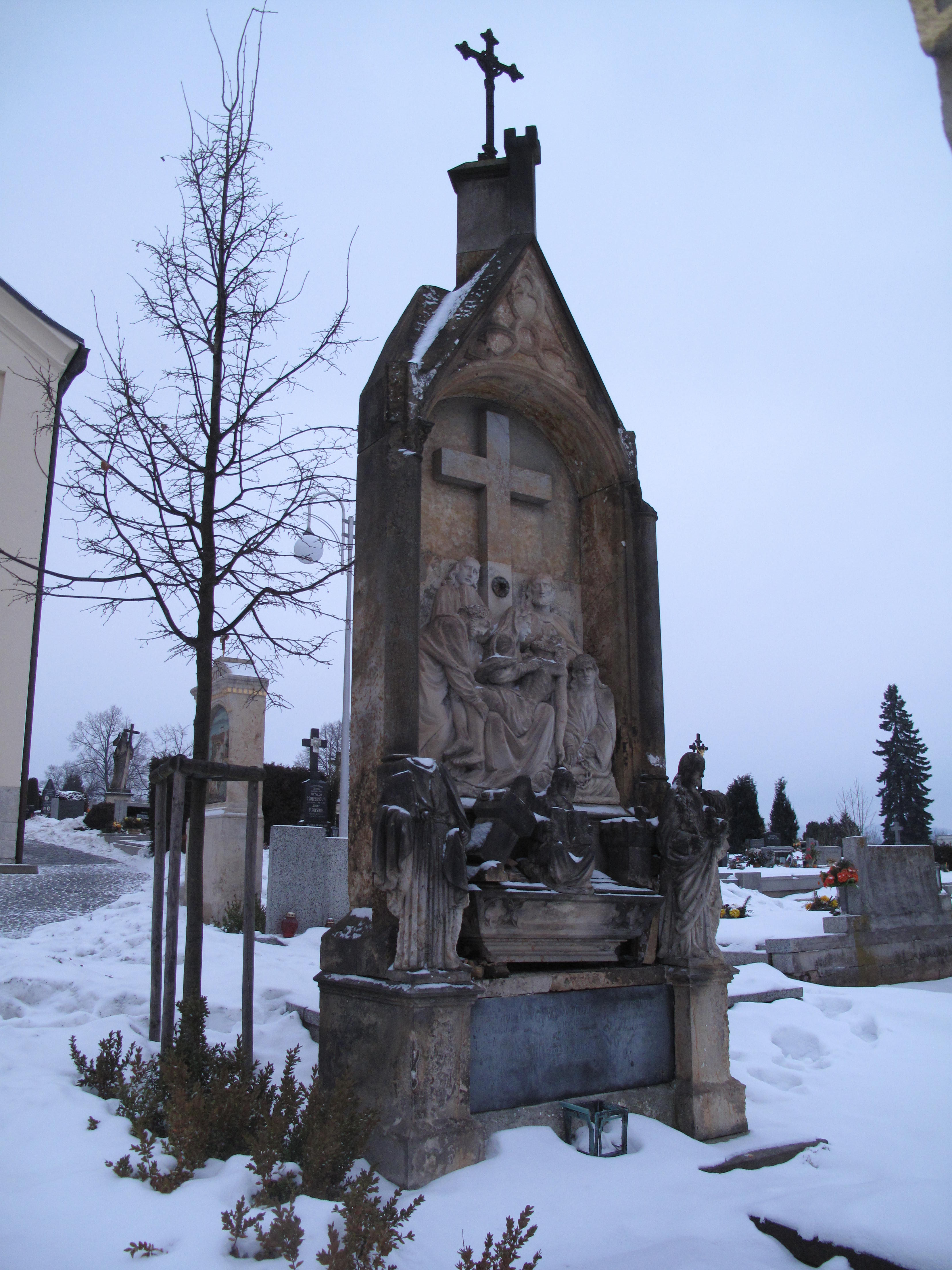
Jeden z historických náhrobků.

Hřbitov se nachází na návrší Chrby, necelých 200 metrů od červenokosteleckého náměstí (spojnicí mezi náměstím a hřbitovem tvoří Dvořáčkova ulice). V ose hlavního vstupu jsou zastavení křížové cesty a pseudoslohová kaple sv. Cyrila a Metoděje. Na prostranství před vstupem do kaple se nachází hlavní hřbitovní kříž a společný hrob kněží místní římskokatolické farnosti (několik dalších jednotlivých kněžských hrobů se nachází porůznu na ploše hřbitova). Na prostranství hřbitova se nachází řada hodnotných, umělecky ztvárněných náhrobků. Ve východním rozšíření hřbitova se nachází nevelká smuteční obřadní síň. V jihozápadním nároží hřbitova se nachází prostý hrob vojáků z prusko-rakouské války v roce 1866 (leží zde čtyři rakouští vojáci a pět vojáků pruských).

## Osobnosti na hřbitově pohřbené
- plk. v. v. Oldřich Bláha (1893–1960), účastník 1. světové války, legionář, po r. 1920 důstojník československé armády[3]
- František Drahoňovský (1925–2022), bývalý ředitel školy ve Lhotě za Červeným Kostelcem, zakladatel a redaktor vlastivědného sborníku Rodným krajem, zakladatel červenokosteleckého Vlastivědného spolku
- Josef Hurdálek (1885–1944), městský kronikář v Červeném Kostelci, zakladatel a kustod místního muzea
- Břetislav Kafka (1891–1967), řezbář a sochař
- gen. v. v. Jan Kratochvíl (1889–1975), československý legionář a generál[4]
- Jindřich Křeček (1909–1979), výtvarník
- Miloslava Maudrová (1878–1968), vnučka Boženy Němcové
- Augustin Purm (1800–1875), někdejší podučitel v České Skalici a Chvalkovicích, učitel Boženy Němcové
- Ota Rubáček (1915–1945), účastník pražského povstání
- Martin Růžek, původním jménem Erhard Martin (1918–1995), český herec
- Gustav Vacek (1821–1894), malíř